# پیگای (آلاباما)
پیگای (به انگلیسی: Pigeye) یک منطقهٔ مسکونی در ایالات متحده آمریکا است که در شهرستان ماریون، آلاباما واقع شده‌است. پیگای ۲۶۴٫۸۷ متر بالاتر از سطح دریا واقع شده‌است.